# Spettroscopia a raggi X
La spettroscopia a raggi X (in inglese X-ray spectroscopy) è un insieme di tecniche basate sull'impiego di radiazione X.
Le spettroscopie a raggi X sono:
- Spettroscopia del guscio interno (core level spectroscopy):
  - Spettroscopia EDX (energy dispersive X-ray analysis)
  - Spettroscopia XAS (X-ray absorption spectroscopy): XANES, EXAFS, NEXAFS
  - Spettroscopia XES (X-ray emission spectroscopy)
  - Spettroscopia Auger (Auger electron spectroscopy, AES)
  - Spettroscopia fotoelettronica a raggi X (X-ray photoelectron spectroscopy, XPS; electron spectroscopy for chemical analysis, ESCA)
- Fluorescenza X:
  - Spettrofotometria XRF (X-ray fluorescence)